# 29e eeuw v.Chr.
De 29e eeuw v.Chr. (van de christelijke jaartelling) is de 29e periode van 100 jaar, dus bestaande uit de jaren 2900 tot en met 2801 v.Chr. De 29e eeuw v.Chr. behoort tot het 3e millennium v.Chr.

## Gebeurtenissen

### Mesopotamië
- ca. 2900 v.Chr. - Door de grote landbouwoverschotten in Sumer met als voornaamste machtscentrum Kish, bestaat de mogelijkheid dat mensen zich voor een bepaald beroep specialiseren: pottenbakkers, bronsgieters, brouwers. Productie-overschotten worden verdeeld, of geruild tegen grondstoffen uit andere gebieden. Door vereenvoudiging van het bestaande schrift, ontstaat het spijkerschrift.

### Europa
- ca. 2900 v.Chr. - In het zuiden van Engeland begint men te bouwen aan Stonehenge, door het aanleggen van een ringgracht.
- ca. 2900 v.Chr. - Begin van de touwbeker- of standvoetbekercultuur. De bekers worden gemaakt in een slanke S-vorm.

### Kreta
- ca. 2900 v.Chr. - De Vroeg-Minoïsche beschaving breekt aan (tot 2000 v.Chr.) In de periode worden talrijke havensteden gesticht op oostelijke Kreta. Ook ronde graven op Mesara. Hoogbloei van de Vroeg-Minoïsche beschaving is rond 2200 v.Chr.

### Sumer
Dynastie Kish I 2900 - 2550 v.Chr.
- Van Mashkak tot Arwium (12 koningen)
- 2861 - 2831 v.Chr. Etana
- 2831 - 2791 v.Chr. Balih

### Vietnam
- ca. 2880 v.Chr. - In het gebied van de Ma-vallei ontstaat de Hong Bang-dynastie, achttien koningen heersen over Vinh Phu. De Song Hong is ten dele afgedamd door de boeren. Langs haar oevers met de slibafzettingen begint de rijstbouw in Vietnam. De grond is zo vruchtbaar, dat er meestal drie rijstoogsten per jaar kunnen worden binnengehaald. De Rode Rivier wordt ook wel de "Nijl van Vietnam" genoemd.

### Egypte
- ca. 2890 v.Chr. - Koning Anedjib (2892 - 2886 v.Chr.) de vijfde farao van de 1e dynastie van Egypte.
- ca. 2880 v.Chr. - Koning Semerchet (2886 - 2878 v.Chr.) de zesde farao van Egypte (1e dynastie).
- ca. 2870 v.Chr. - Koning Qaä (2878 - 2853 v.Chr.) de zevende farao van Egypte (1e dynastie).
- ca. 2850 v.Chr. - Koning Hotepsechemoei (2853 - 2825 v.Chr.) de eerste farao van de 2e dynastie van Egypte.
- Farao Hotepsechemoey verenigt opnieuw Opper-Egypte en Neder-Egypte.
- ca. 2820 v.Chr. - Koning Raneb (2825 - 2810 v.Chr.) de tweede farao van Egypte (2e dynastie).
- ca. 2810 v.Chr. - Koning Nynetjer (2810 - 2767 v.Chr.) de derde farao van Egypte (2e dynastie).
- ca. 2800 v.Chr. - In Byblos wordt de tempel van de godin Baalat Gubla gebouwd.

<< · 30e · 29e · 28e · 27e · 26e · 25e · 24e · 23e · 22e · 21e · >>